# Kaj Franck
Kaj Gabriel Franck (Viipuri, 9 novembre 1911 – Santorini, 26 settembre 1989) è stato un designer finlandese.
Nel 1957 ha ricevuto il Gran Premio Internazionale Compasso d'oro.

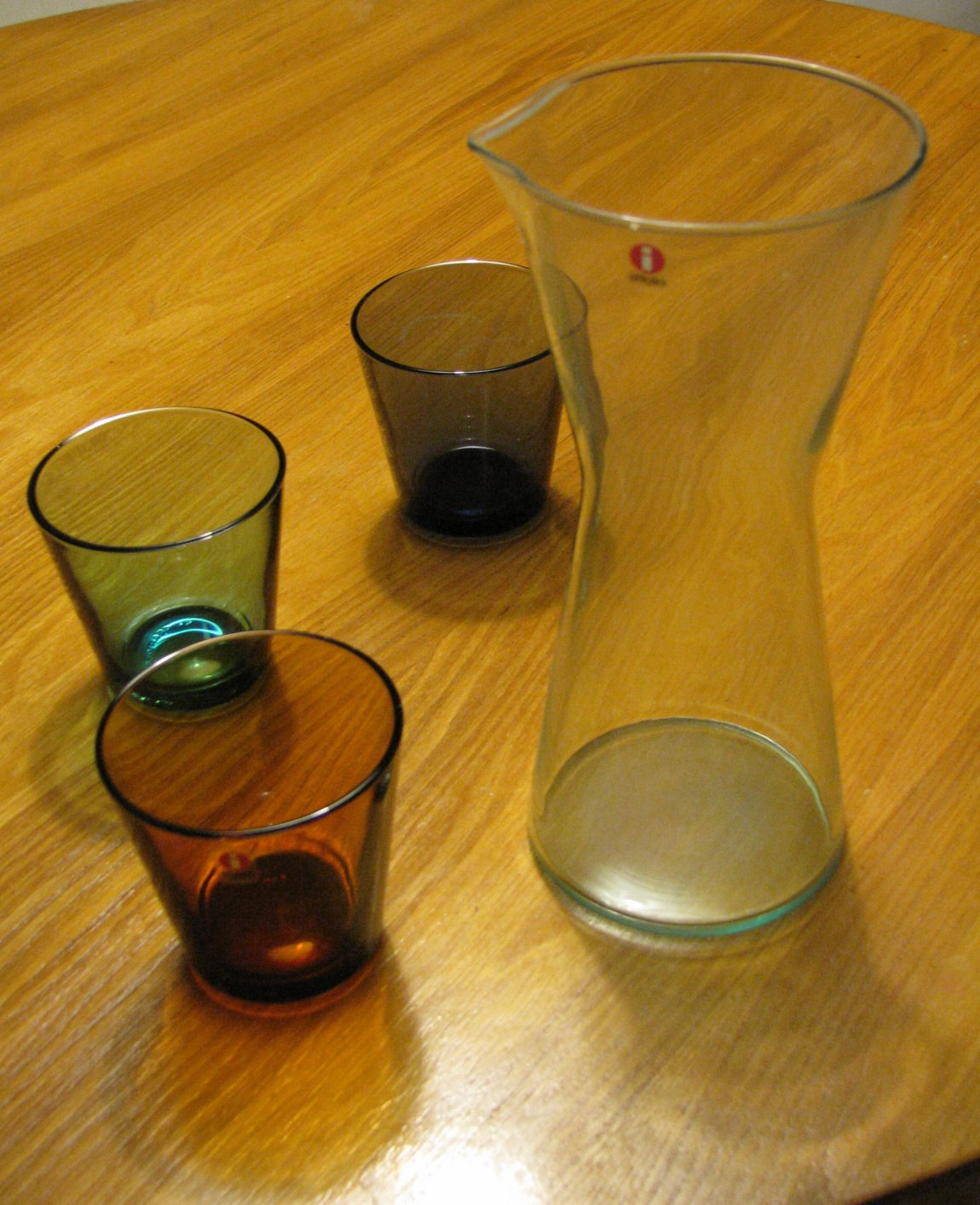
I bicchieri Kartio.

Fra i suoi lavori quelli più conosciuti sono il servizio di piatti Kilta (1948, dal 1981 chiamato Teema) e il servizio di bicchieri Kartio (1958).